# Congrès mondial d'espéranto
Le congrès mondial d'espéranto, Universala Kongreso de Esperanto ou tout simplement UK, est un congrès organisé chaque année et dont la langue de travail est l'espéranto. Selon les années, il rassemble entre 1 000 et 3 000 espérantophones, mais à plusieurs occasions, la participation a dépassé le chiffre de 4 500 congressistes.
Lors de ces rassemblements, qui ont lieu pendant une semaine dans une ville différente chaque année, les participants viennent d'environ 50 à 80 pays différents. Le premier congrès mondial d'espéranto a eu lieu en août 1905 à Boulogne-sur-Mer.
L'organisation est assurée par un comité local d'organisation sous la direction et avec le soutien logistique de l'Association universelle d'espéranto.

## Généralités

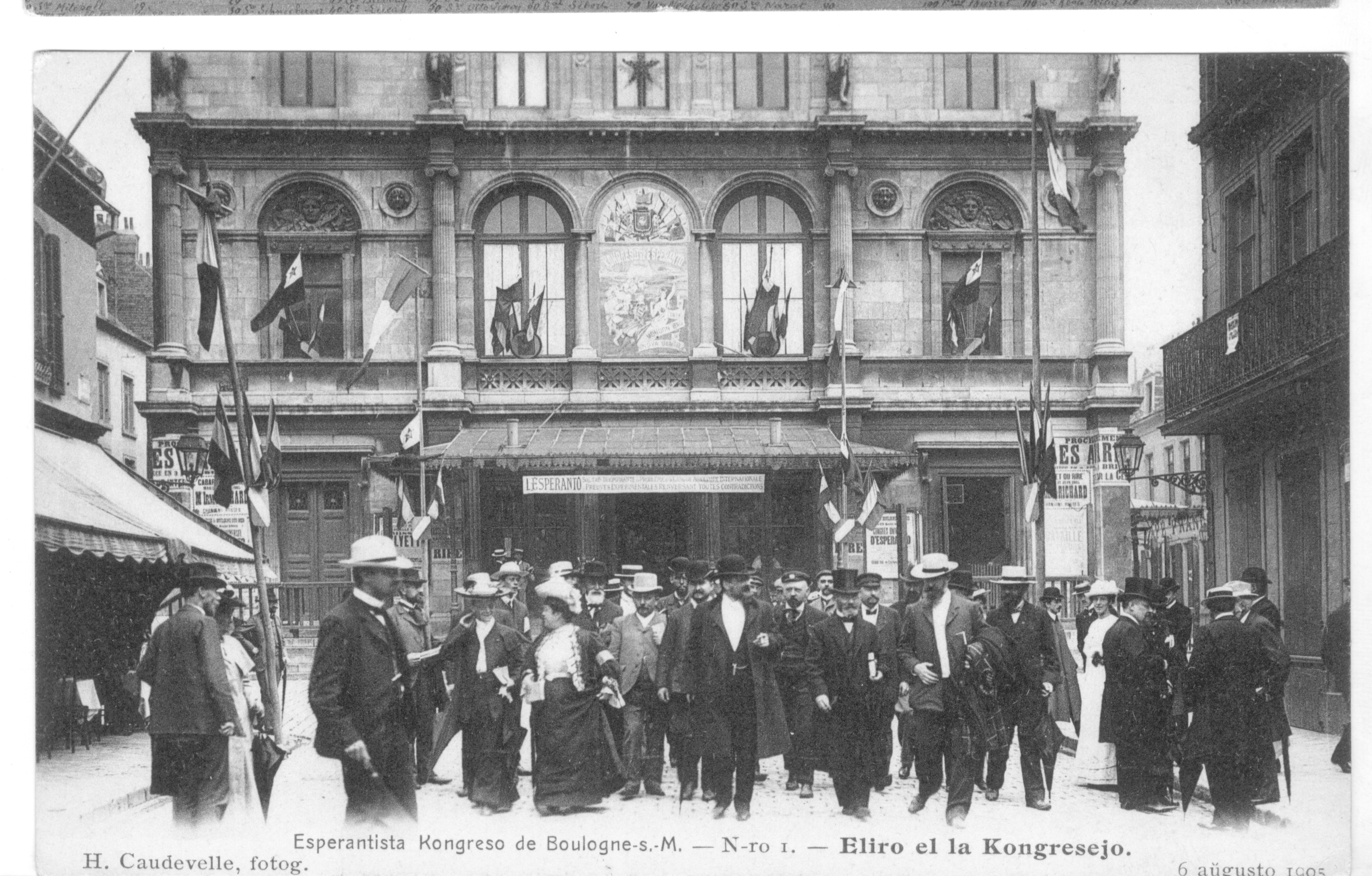
Sortie du premier congrès à Boulogne-sur-Mer

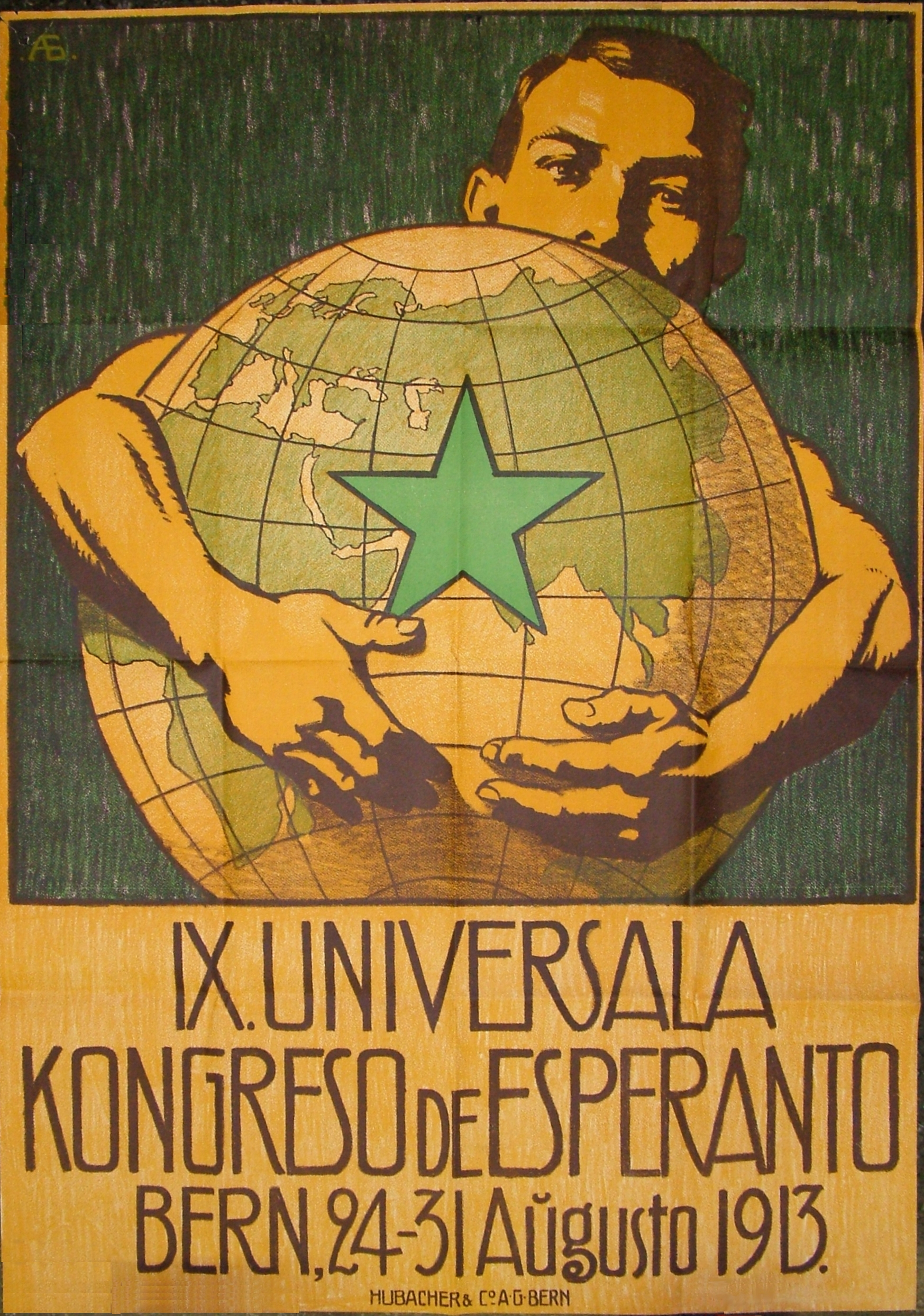
Affiche pour le 9e congrès mondial d’espéranto à Berne, en 1913.

L’Association mondiale d’espéranto organise ce congrès chaque année dans un pays différent en prêtant attention à respecter la distribution géographique et les forces d’organisation du mouvement espérantiste.
Le président de l’association décide du lieu de rassemblement, mais le directeur général joue également un rôle important en signant les documents nécessaires. Le travail annuel relatif au congrès est réalisé par le secrétariat permanent du congrès, à Rotterdam.
Des caisses spéciales reçoivent des dons de congressistes et d’autres espérantophones. Ces dons, qui parviennent au siège social de l’association avant l’été, sont reconnus dans le livre du congrès. En 2001, les caisses ont été réparties pour des causes en faveur d’aveugles, d’enfants, du tiers-monde et pour d’autres organisations.
Chaque année, les adhésions aux congrès sont à déposer avant le 15 juillet de l’année. Cette adhésion est gratuite pour les personnes de moins de 19 ans et une réduction est appliquée pour les participants entre 19 et 30 ans.

## Historique
Le premier congrès mondial d'espéranto s'est déroulé du 5 au 12 août 1905 à Boulogne-sur-Mer. Organisé par Alfred Michaux, il propose des conférences, débats, expositions, animations culturelles et une excursion en Angleterre. Preuve est faite que l'espéranto, utilisé jusqu'alors essentiellement par écrit, fonctionne parfaitement. Louis-Lazare Zamenhof assiste à ce premier congrès.
Son petit-fils, Louis-Christophe Zaleski-Zamenhof, était présent à la rencontre amicale célébrée à Boulogne-sur-Mer à l'occasion du centenaire de cet événement en 2005.
Les congrès se suivent ensuite chaque année sauf en 1914 et pendant la Seconde Guerre mondiale. Le congrès prévu à Paris le 2 août 1914 devait accueillir 3 739 congressistes de 50 pays. Il n'aura finalement pas lieu, du fait de l'éclatement de la Première Guerre mondiale. De même, le congrès de 2020 (au Canada) a été reporté à 2022, à cause de la Pandémie de Covid-19.

## Programme des congrès
Bien que le programme varie d’année en année, il existe des phases traditionnelles qui ont été conservées même depuis le premier ou le deuxième congrès. Tous les participants reçoivent le « livre du congrès » qui présente en détail le programme de la semaine.

### Cérémonies

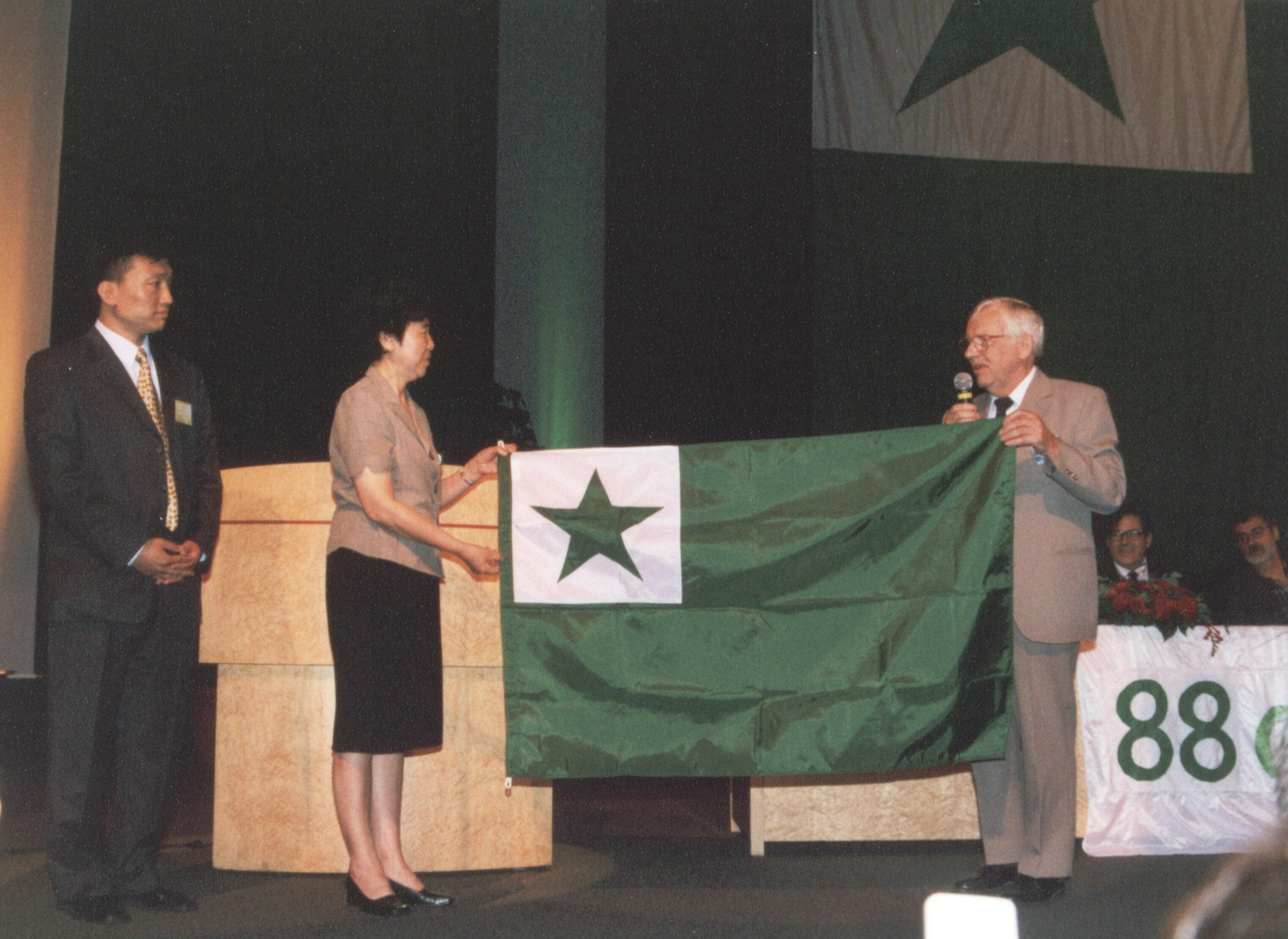
La passation traditionnelle de drapeau lors du en 2003.

Les cérémonies d’ouverture et de clôture sont celles qui sont le plus suivies par les participants. Le début et la fin officiels des congrès sont habituellement marqués d’un coup de marteau par le président de l’Association. Ces deux cérémonies sont organisées de manière assez fixes et ont été parfois comparées à des liturgies de cérémonies religieuses[réf. nécessaire].
Traditionnellement, la cérémonie d’ouverture contient entre autres :
- un discours de bienvenue de la part du président de l'association mondiale d’espéranto ;
- des discours de bienvenue du président du comité local d’organisation du congrès et d’autres membres honoraires ;
- un discours festif ou bien du président ou d’autres espérantistes, mais dans ce cas le plus souvent éminents ;
- des saluts de la part de représentants des pays d’origine des participants.

La Espero, l’hymne de l’espéranto, est aussi chanté régulièrement lors des congrès.
Depuis le 100e congrès mondial qui s’est tenu à Lille en 2015, ces deux cérémonies sont diffusées en direct sur YouTube par le comité local d’organisation.

### Thèmes abordés

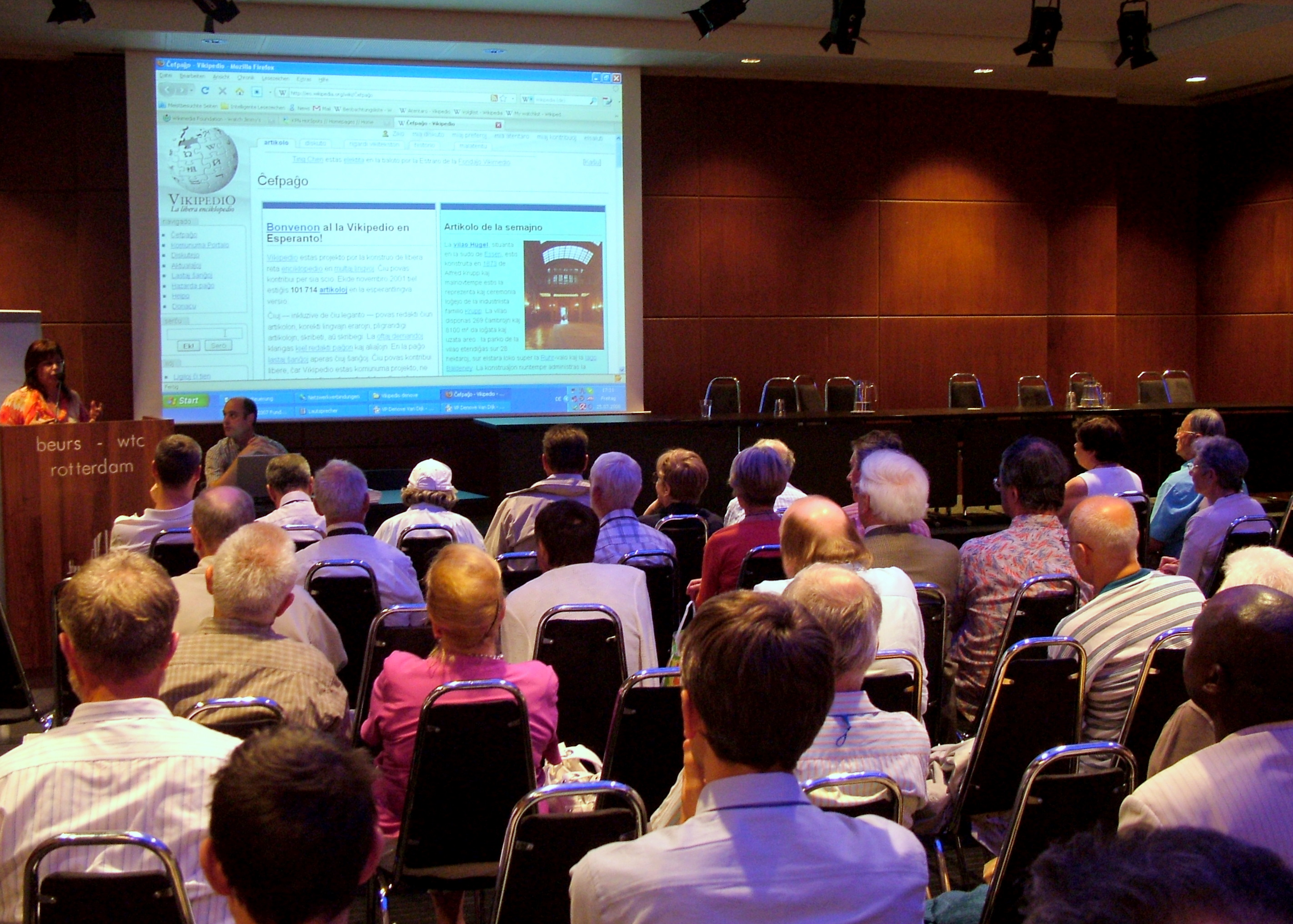
Présentation de l’édition de Wikipédia en espéranto lors du de 2008.

Chaque congrès a un thème bien précis qui est discuté tout au long du rassemblement. Celui-ci est le fil conducteur des « séances générales », présentes lors des congrès depuis 1949. Du reste, des lectures et présentations sont données sur le pays hôte du congrès et sa culture, et quelques cours de langue. Des associations spécialisées participent également à ces séances, ainsi que le conseil d'administration de l'Association mondiale d'espéranto et son bureau. Des concours de beaux-arts et des moments de lecture sont aussi traditionnellement organisés.
Depuis 1925, l’université internationale du congrès propose des lectures sur divers thèmes à des niveaux universitaires. L’académie internationale des sciences de Saint-Marin propose des cours depuis 1995 dans le cadre de l’université d’été (Internacia Kongresa Universitato (eo)). Une conférence d’espérantologie (eo) est aussi tenue depuis 1978, ainsi qu’un moment d’instruction et d’initiation aux technologies et méthodes utiles pour transmettre des informations au mouvement espérantiste depuis 2003.

### Programme culturel
D’ordinaire, des excursions et présentations artistiques sont aussi organisées tous les jours du congrès, mais elles sont regroupées le mercredi. Les présentations artistiques ont habituellement lieu en soirée : pièces de théâtre, cabaret, concerts de musique. Le dimanche soir, au début du congrès, a lieu la « soirée nationale » pendant laquelle est présentée la culture du pays d’accueil.

## Liste des congrès mondiaux

### Localisation des différents congrès
| Belfast · Montréal · Lahti · Lisbonne · Nitra · Lille · Buenos Aires · Hanoï · Białystok · Yokohama · Florence · Vilnius · Göteborg · Fortaleza · Tel-Aviv · Berlin · Montpellier · Adélaïde · Tampere · Séoul · Valence · Bergen · La Havane · Brighton · Pékin · Augsbourg · Vancouver · Brasilia · Lucerne · Varna · Reykjavik · Athènes · Hambourg · Belgrade · Portland · Madrid · Rotterdam · Tokyo · Sofia · Harrogate · Bruxelles · Mayence · Marseille · Copenhague · Bologne · Haarlem · Zagreb · Oslo · Munich · Bournemouth · Malmö · Londres · Varsovie · Rome · Stockholm · Cologne · Oxford · Budapest · Gdańsk · Édimbourg · Vienne · Nuremberg · Helsinki · Prague · La Haye · San Francisco · Paris · Berne · Cracovie · Anvers · Washington · Barcelone · Dresde · Cambridge · Genève · Boulogne-sur-Mer |

### Liste chronologique
| Nº                                                                       | Année | Dates              | Ville | Pays | Observations Thème | Nb partic. | Nb pays |
| ------------------------------------------------------------------------ | ----- | ------------------ | --- | --- | --- | ---------- | ------- |
| 1                                                                        | 1905  | 5-12 août          | Boulogne-sur-Mer | France | Déclaration de Boulogne                                                                                                 | 688        | 20      |
| 2                                                                        | 1906  | 27 août-5 sept.    | Genève | Suisse | | 818        | 30      |
| 3                                                                        | 1907  | 12-17 août         | Cambridge | Royaume-Uni | | 1 317      | 35      |
| 4                                                                        | 1908  | 16-22 août         | Dresde | Empire allemand | | 1 368      | 40      |
| 5                                                                        | 1909  | 5-11 sept.         | Barcelone | Espagne | | 1 287      | 32      |
| 6                                                                        | 1910  | 14-20 août         | Washington | États-Unis | | 357        | 20      |
| 7                                                                        | 1911  | 21-25 août         | Anvers | Belgique | | 1 733      | 42      |
| 8                                                                        | 1912  | 11-18 août         | Cracovie | Grand-duché de Cracovie                                                                                                 | | 1 000      |         |
| 9                                                                        | 1913  | 24-31 août         | Berne | Suisse | | 1 015      | 30      |
| 10                                                                       | 1914  | 2-9 août           | Paris | France | Congrès annulé du fait de la Première Guerre mondiale                                                                   | 3 739      | 50,     |
| 11                                                                       | 1915  | 22-29 août         | San Francisco | États-Unis | | 163        | 16      |
| Pas de congrès entre 1916 et 1919 du fait de la Première Guerre mondiale |       |                    | | | |            |         |
| 12                                                                       | 1920  | 8-14 août          | La Haye | Pays-Bas | | 408        |         |
| 13                                                                       | 1921  | 31 juill.-6 août   | Prague | Tchécoslovaquie | | 2 561      |         |
| 14                                                                       | 1922  | 6-12 août          | Helsinki | Finlande | | 850        |         |
| 15                                                                       | 1923  | 2-8 août           | Nuremberg | République de Weimar | | 4 963      |         |
| 16                                                                       | 1924  | 6-13 août          | Vienne | Autriche | | 3 054      |         |
| 17                                                                       | 1925  | 3-7 août           | Genève | Suisse | | 953        | 35      |
| 18                                                                       | 1926  | 31 juill.-7 août   | Édimbourg | Royaume-Uni | | 960        | 36      |
| 19                                                                       | 1927  | 28 juill.-5 août   | Gdańsk | Ville libre de Dantzig                                                                                                  | | 905        | 35      |
| 20                                                                       | 1928  | 3-11 août          | Anvers | Belgique | | 1 494      | 36      |
| 21                                                                       | 1929  | 2-9 août           | Budapest | Royaume de Hongrie | | 1 200      |         |
| 22                                                                       | 1930  | 2-8 août           | Oxford | Royaume-Uni | | 1 211      | 30      |
| 23                                                                       | 1931  | 1er-8 août         | Cracovie | Pologne | | 900        |         |
| 24                                                                       | 1932  | 30 juill.-6 août   | Paris | France | | 1 650      |         |
| 25                                                                       | 1933  | 29 juill.-5 août   | Cologne | Reich allemand | | 950        |         |
| 26                                                                       | 1934  | 4-11 août          | Stockholm | Suède | | 2 042      |         |
| 27                                                                       | 1935  | 3-10 août          | Rome | Royaume d'Italie | | 1 442      |         |
| 28                                                                       | 1936  | 8-15 août          | Vienne | Autriche | | 854        |         |
| 29                                                                       | 1937  | 7-15 août          | Varsovie | Pologne | | 1 120      |         |
| 30                                                                       | 1938  | 30 juill.-6 août   | Londres | Royaume-Uni | | 1 602      |         |
| 31                                                                       | 1939  | 29 juill.-5 août   | Berne | Suisse | | 765        |         |
| Pas de congrès entre 1940 et 1946 du fait de la Seconde Guerre mondiale  |       |                    | | | |            |         |
| 32                                                                       | 1947  | 26 juill.-2 août   | Berne | Suisse | | 1 372      |         |
| 33                                                                       | 1948  | 31 juill.-7 août   | Malmö | Suède | | 1 761      | 33      |
| 34                                                                       | 1949  | 6-13 août          | Bournemouth | Royaume-Uni | | 1 534      |         |
| 35                                                                       | 1950  | 5-12 août          | Paris | France | | 2 325      |         |
| 36                                                                       | 1951  | 4-11 août          | Munich | Allemagne de l'Ouest | | 1 977      |         |
| 37                                                                       | 1952  | 2-9 août           | Oslo | Norvège | | 1 614      | 33      |
| 38                                                                       | 1953  | 25 juill.-1er août | Zagreb | RFP Yougoslavie | | 1 760      |         |
| 39                                                                       | 1954  | 31 juill.-7 août   | Haarlem | Pays-Bas | | 2 353      |         |
| 40                                                                       | 1955  | 30 juill.-6 août   | Bologne | Italie | | 1 687      |         |
| 41                                                                       | 1956  | 4-11 août          | Copenhague | Danemark | | 2 200      |         |
| 42                                                                       | 1957  | 3-10 août          | Marseille | France | | 1 468      | 38      |
| 43                                                                       | 1958  | 2-9 août           | Mayence | Allemagne de l'Ouest | | 2 021      |         |
| 44                                                                       | 1959  | 1er-8 août         | Varsovie | Pologne | | 3 256      |         |
| 45                                                                       | 1960  | 30 juill.-6 août   | Bruxelles | Belgique | Enseignement de l’espéranto dans les écoles                                                                             | 1 930      |         |
| 46                                                                       | 1961  | 5-12 août          | Harrogate | Royaume-Uni | | 1 646      |         |
| 47                                                                       | 1962  | 4-11 août          | Copenhague | Danemark | | 1 550      |         |
| 48                                                                       | 1963  | 3-10 août          | Sofia | Bulgarie | | 3 472      |         |
| 49                                                                       | 1964  | 1er-8 août         | La Haye | Pays-Bas | | 2 512      |         |
| 50                                                                       | 1965  | 31 juill.-7 août   | Tokyo | Japon | | 1 710      |         |
| 51                                                                       | 1966  | 30 juill.-6 août   | Budapest | Hongrie | | 3 975      |         |
| 52                                                                       | 1967  | 2-9 août           | Rotterdam | Pays-Bas | | 1 265      |         |
| 53                                                                       | 1968  | 3-10 août          | Madrid | Espagne | | 1 769      |         |
| 54                                                                       | 1969  | 26 juill.-2 août   | Helsinki | Finlande | | 1 857      |         |
| 55                                                                       | 1970  | 1er-8 août         | Vienne | Autriche | « L’espéranto comme instrument de représentation internationale du monde »                                              | 1 987      |         |
| 56                                                                       | 1971  | 31 juill.-7 août   | Londres | Royaume-Uni | « Le problème de la communication linguistique dans le monde actuel »                                                   | 2 071      |         |
| 57                                                                       | 1972  | 29 juill.-5 août   | Portland | États-Unis | « Tourisme mondial et diversité linguistique »                                                                          | 923        |         |
| 58                                                                       | 1973  | 28 juill.-4 août   | Belgrade | Yougoslavie | « Les droits à l’égalité linguistique en théorie et dans la pratique »                                                  | 1 638      |         |
| 59                                                                       | 1974  | 27 juill.-3 août   | Hambourg | Allemagne de l'Ouest | « Nationalisme et collaboration internationale dans le monde actuel »                                                   | 1 651      |         |
| 60                                                                       | 1975  | 25 juill.-2 août   | Copenhague | Danemark | « La place des femmes dans la société »                                                                                 | 1 227      |         |
| 61                                                                       | 1976  | 31 juill.-7 août   | Athènes | Grèce | « Collaboration internationale des états au niveau régional »                                                           | 1 266      |         |
| 62                                                                       | 1977  | 30 juill.-6 août   | Reykjavik | Islande | « Le droit à la communication »                                                                                         | 1 199      |         |
| 63                                                                       | 1978  | 28 juill.-5 août   | Varna | Bulgarie | « Langue internationale, éducation internationale »                                                                     | 4 414      |         |
| 64                                                                       | 1979  | 28 juill.-4 août   | Lucerne | Suisse | « L’aspect linguistique de s’organiser internationalement »                                                             | 1 630      |         |
| 65                                                                       | 1980  | 2-9 août           | Stockholm | Suède | « Discrimination » | 1 807      | 51      |
| 66                                                                       | 1981  | 25 juill.-1er août | Brasilia | Brésil | « Cultures et langues : des ponts et des barrières »                                                                    | 1 749      | 51      |
| 67                                                                       | 1982  | 24-31 juill.       | Anvers | Belgique | « Aspects générationnels du mouvement espérantophone »                                                                  | 1 899      | 51      |
| 68                                                                       | 1983  | 30 juill.-6 août   | Budapest | Hongrie | « Aspects sociaux et linguistiques de la communication moderne »                                                        | 4 834      | 65      |
| 69                                                                       | 1984  | 21-28 juill.       | Vancouver | Canada | « Les langues minoritaires, un phénomène seulement national ? »                                                         | 802        |         |
| 70                                                                       | 1985  | 3-10 août          | Augsbourg | Allemagne de l'Ouest | « Antiquité et modernité : que changer, que conserver ? »                                                               | 2 311      | 50      |
| 71                                                                       | 1986  | 26 juill.-2 août   | Pékin | Chine | « Intercompréhension, paix, évolution »                                                                                 | 2 482      | 54      |
| 72                                                                       | 1987  | 25 juill.-1er août | Varsovie | Pologne | « L’espéranto, 100 ans de culture internationale »                                                                      | 5 946      | 73      |
| 73                                                                       | 1988  | 23-30 juill.       | Rotterdam | Pays-Bas | « Science et technique pour la compréhension internationale »                                                           | 2 316      | 63      |
| 74                                                                       | 1989  | 29 juill.-5 août   | Brighton | Royaume-Uni | « Langue et égalité dans la communication internationale »                                                              | 2 280      | 54      |
| 75                                                                       | 1990  | 14-21 juill.       | La Havane | Cuba | « L’espéranto : évolution et diversité culturelle »                                                                     | 1 614      | 54      |
| 76                                                                       | 1991  | 27 juill.-3 août   | Bergen | Norvège | « Les pays nordiques, un modèle ? »                                                                                     | 2 295      | 55      |
| 77                                                                       | 1992  | 25 juill.-1er août | Vienne | Autriche | « Lorsque tombent des murs millénaires : l’Europe, maison commune »                                                     | 3 033      | 66      |
| 78                                                                       | 1993  | 24-31 juill.       | Valence | Espagne | « Éducation pour le xxie siècle »                                                                                       | 1 863      | 65      |
| 79                                                                       | 1994  | 23-30 juill.       | Séoul | Corée du Sud | « L’Asie dans le monde »                                                                                                | 1 776      | 66      |
| 80                                                                       | 1995  | 22-29 juill.       | Tampere | Finlande | « Nous, les peuples : un seul monde ou plusieurs parties divisées ? »                                                   | 2 443      | 68      |
| 81                                                                       | 1996  | 21-28 juill.       | Prague | Tchéquie | Manifeste de Prague « La culture : un bien ou une marchandise ? »                                                       | 2 971      | 66      |
| 82                                                                       | 1997  | 19-26 juill.       | Adelaide | Australie | « Tolérance et justice dans une société multiculturelle »                                                               | 1 224      | 54      |
| 83                                                                       | 1998  | 1er-8 août         | Montpellier | France | « La Méditerranée, un pont entre cultures »                                                                             | 3 133      | 66      |
| 84                                                                       | 1999  | 31 juill.-7 août   | Berlin | Allemagne | « Mondialisation : des chances de paix ? »                                                                              | 2 712      | 65      |
| 85                                                                       | 2000  | 25 juill.-1er août | Tel Aviv | Israël | « Langue et culture de paix »                                                                                           | 1 212      | 61      |
| 86                                                                       | 2001  | 21-28 juill.       | Zagreb | Croatie | « Une culture de dialogue, un dialogue entre cultures »                                                                 | 1 691      | 57      |
| 87                                                                       | 2002  | 3-10 août          | Fortaleza | Brésil | « La diversité : une chance et non une menace »                                                                         | 1 484      | 52      |
| 88                                                                       | 2003  | 28 juill.-3 août   | Göteborg | Suède | « Droits et devoirs linguistiques »                                                                                     | 1 791      | 62      |
| 89                                                                       | 2004  | 24-31 juill.       | Pékin | Chine | « Égalité linguistique dans les relations internationales »                                                             | 2 031      | 51      |
| 90                                                                       | 2005  | 23-30 juill.       | Vilnius | Lituanie | « Les Congrès mondiaux : 100 ans de communication interculturelle »                                                     | 2 240      | 62      |
| 91                                                                       | 2006  | 29 juill.-5 août   | Florence | Italie | « Langues, cultures et éducation vers une évolution durable »                                                           | 2 209      | 62      |
| 92                                                                       | 2007  | 4-11 août          | Yokohama | Japon | « L’Occident en Orient : accueil et résistance »                                                                        | 1 900      | 57      |
| 93                                                                       | 2008  | 19-26 juill.       | Rotterdam | Pays-Bas | 100 ans de l'UEA « Les langues : un trésor de l’Humanité »                                                              | 1 845      | 73      |
| 94                                                                       | 2009  | 25 juill.-1er août | Białystok | Pologne | 150 ans de Zamenhof « Créer un pont pacifique entre les peuples : Zamenhof aujourd’hui »                                | 1 860      | 61      |
| 95                                                                       | 2010  | 17-24 juill.       | La Havane | Cuba | « Rapprochement des cultures »                                                                                          | 1 002      | 59      |
| 96                                                                       | 2011  | 23-30 juill.       | Copenhague | Danemark | « Dialogue et intercompréhension »                                                                                      | 1 458      | 66      |
| 97                                                                       | 2012  | 28 juill.-4 août   | Hanoï | Vietnam | « L’espéranto, un pont vers la paix, l’amitié et le développement »                                                     | 848        | 62      |
| 98                                                                       | 2013  | 20-27 juill.       | Reykjavik | Islande | « Des îles non isolées : pour une communication juste entre les communautés linguistiques »                             | 1 034      | 55      |
| 99                                                                       | 2014  | 26 juill.-2 août   | Buenos Aires | Argentine | « Nos petits-enfants nous béniront-ils ? Tentatives d’avenir pérenne »                                                  | 706        | 57      |
| 100                                                                      | 2015  | 25 juill.-1er août | Lille | France | « Langues, arts et valeurs dans le dialogue interculturel »                                                             | 2 698      | 80      |
| 101                                                                      | 2016  | 23-30 juill.       | Nitra | Slovaquie | « Justice sociale, justice linguistique »                                                                               | 1 253      | 61      |
| 102                                                                      | 2017  | 22-29 juill.       | Séoul | Corée du Sud | « Tourisme et évolution : des remèdes au développement durable »                                                        | 1 173      | 64      |
| 103                                                                      | 2018  | 28 juill.-4 août   | Lisbonne | Portugal | « Cultures, langues, mondialisation : où allons-nous ? »                                                                | 1 567      | 73      |
| 104                                                                      | 2019  | 20-27 juill.       | Lahti | Finlande | « Nature vivante, culture florissante »                                                                                 | 917        | 57      |
| 105                                                                      | 2020  | 1er-8 août         | Le congrès, qui devait se tenir à Montréal au Canada, s'est tenu en visioconférence du fait de la pandémie de Covid-19. | Le congrès, qui devait se tenir à Montréal au Canada, s'est tenu en visioconférence du fait de la pandémie de Covid-19. | Le congrès, qui devait se tenir à Montréal au Canada, s'est tenu en visioconférence du fait de la pandémie de Covid-19. | 824        | 57      |
| 106                                                                      | 2021  | 17-24 juill.       | Le congrès, qui devait se tenir à Belfast en Irlande du Nord, s'est tenu en visioconférence du fait de la pandémie.     | Le congrès, qui devait se tenir à Belfast en Irlande du Nord, s'est tenu en visioconférence du fait de la pandémie.     | Le congrès, qui devait se tenir à Belfast en Irlande du Nord, s'est tenu en visioconférence du fait de la pandémie.     | 251        |         |
| 107                                                                      | 2022  | 6-13 août          | Montréal | Canada | Report du congrès de 2020, « Dialogue et intercompréhension dans un monde qui change »                                  | 746        | 57      |
| 108                                                                      | 2023  | 29 juill.-5 août   | Turin | Italie | |            |         |
| 109                                                                      | 2024  | 3-10 août          | Arusha | Tanzanie | |            |         |
| 110                                                                      | 2025  | 26 juill.-2 août   | Brno | Tchéquie | « L'espéranto et les technologies comme ponts de paix et de confiance entre les peuples »                               |            |         |

### Participation

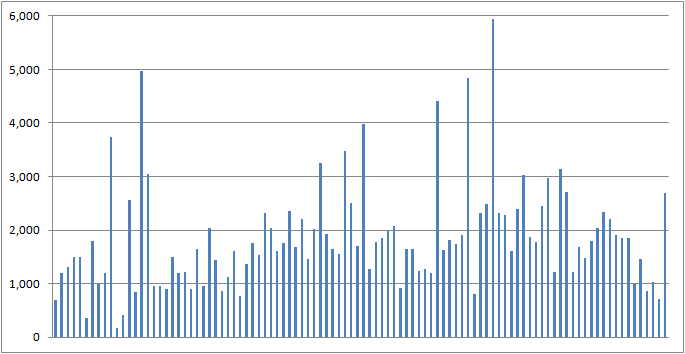
Nombre de participants aux congrès depuis 1905 et jusqu'en 2015.

## Petit congrès international des enfants
Un petit congrès international est aussi tenu chaque année pour les enfants espérantophones de moins de 18 ans ; ils ont pour la plupart soit appris la langue dans leur famille soit dans des clubs ou des écoles qui enseignent l’espéranto. Ce petit congrès a lieu pendant la même semaine que le congrès mondial de l’année en cours, dans un endroit proche du lieu de rassemblement. Le premier petit congrès international a eu lieu en 1951 à Munich, à l’initiative du Dr Sigfried Ziegler, de Josef Moravec et de Margarete Klünder. Chaque année, environ 25 à 40 enfants se rencontrent ainsi et participent à des excursions, des chants, lectures, rédactions d’histoires. Suivant les lieux, des activités de natation, de théâtre ou de jeux de rôle sont aussi prévues. L’organisation accorde un guide pour cinq enfants.